# IT-ceum

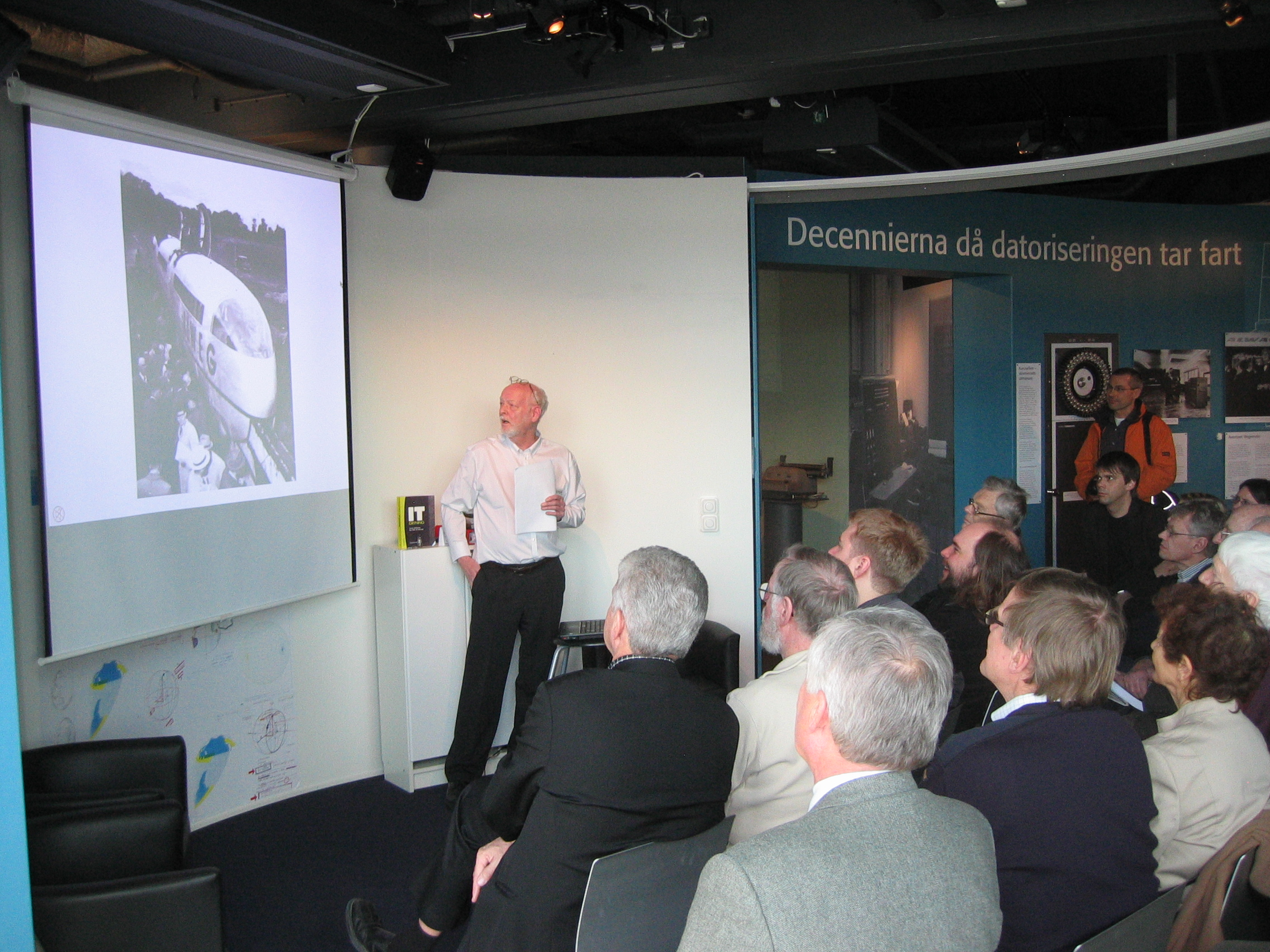
Föreläsning om svensk datorhistoria på IT-ceum.
På bilden syns Tord Jöran Hallberg (talare) och museets grundare Magnus Johansson (i orange jacka).

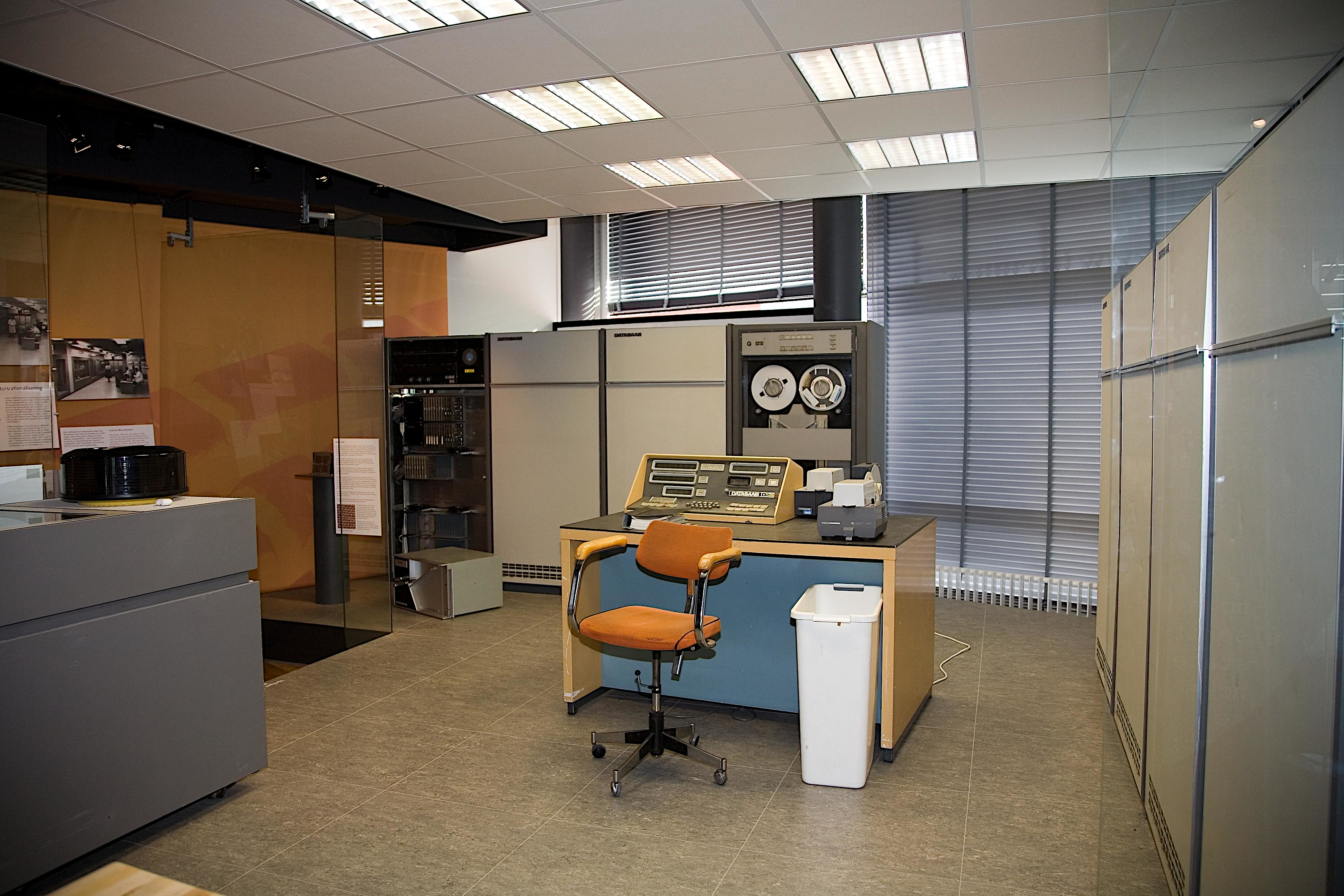
Datasaab D22, svensktillverkad stordator från 1960-talet, utställd på ITceum.

IT-ceum numera Datamuseet var ett museum för datorhistoria beläget i Linköping. För tillfället är museets samling nedplockad. Samlingen begränsar sig till Sverige och tiden efter 1945 med viss tyngdpunkt på utvecklingen i Östergötland runt Datasaab. Museets uppbyggnad skedde i samarbete med Linköpings universitet och föreningen Datasaabs Vänner och bekostades huvudsakligen av Westman-Wernerska stiftelsen.
IT-ceum invigdes den 9 december 2004. Under sportlovet 2007 hade man också en kampanj med fysiska TV-spel i centrum. Tord Jöran Hallberg var mycket drivande i arbetet och skrev alla texter till utställningen.
Den 29 maj 2009 stängdes IT-ceum i Mjärdevi för att flytta till Östergötlands museum i centrala Linköping, med nyöppning 2010 under namnet Datamuseet IT-ceum. 2014 nyinvigdes deras permanenta utställning Digitala Drömmar, en utställning om svensk datorhistoria.
Den 2 mars 2019 stängdes länsmuseet och därmed Datamuseet för ombyggnad med en planerad nyöppning 2021. I oktober 2019 berättade Östgöta Correspondenten att museets datorsamling ägs av Linköpings kommun, och dess framtid är oviss, eftersom det är oklart om kommunen vill att Östergötlands museum skall visa samlingen. Museets webbsida anger att verksamheten är pausad och "förhoppningsvis återkommer hösten 2022". I juni 2022 meddelade ordföranden för museets styrelse, Göran Gunnarsson, att en kompromiss nåtts och att Östergötlands museum har reserverat utrymme för Datamuseet som kommer att ha ett fokus på datorindustrin i Östergötland. På hemsidan anges att "en ny utställning kommer att börja planeras under 2023".
Under 2024 verkar museets hemsida ha förvandlats till en blogg.

## Bildgalleri

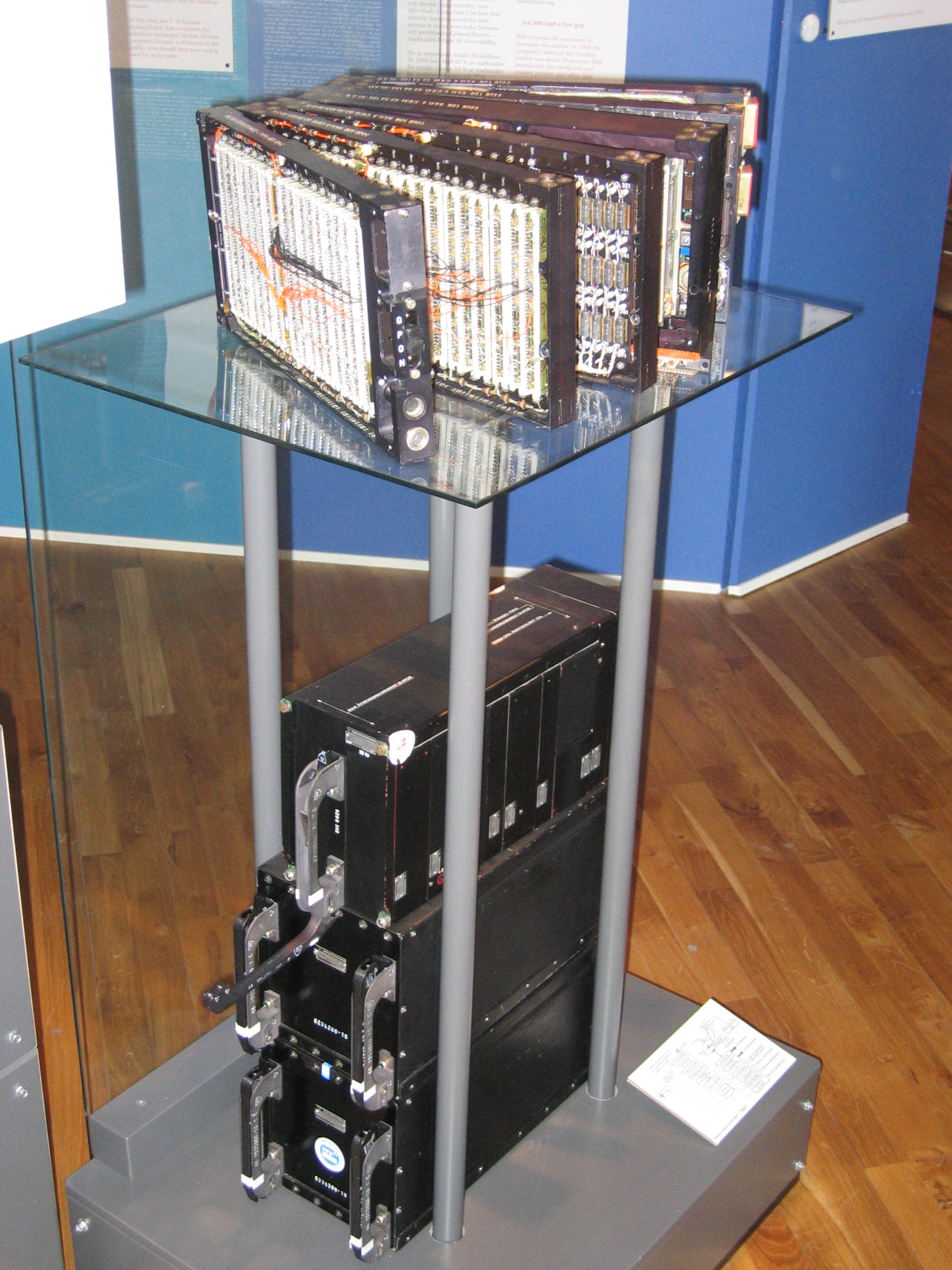
Datasaab CK37
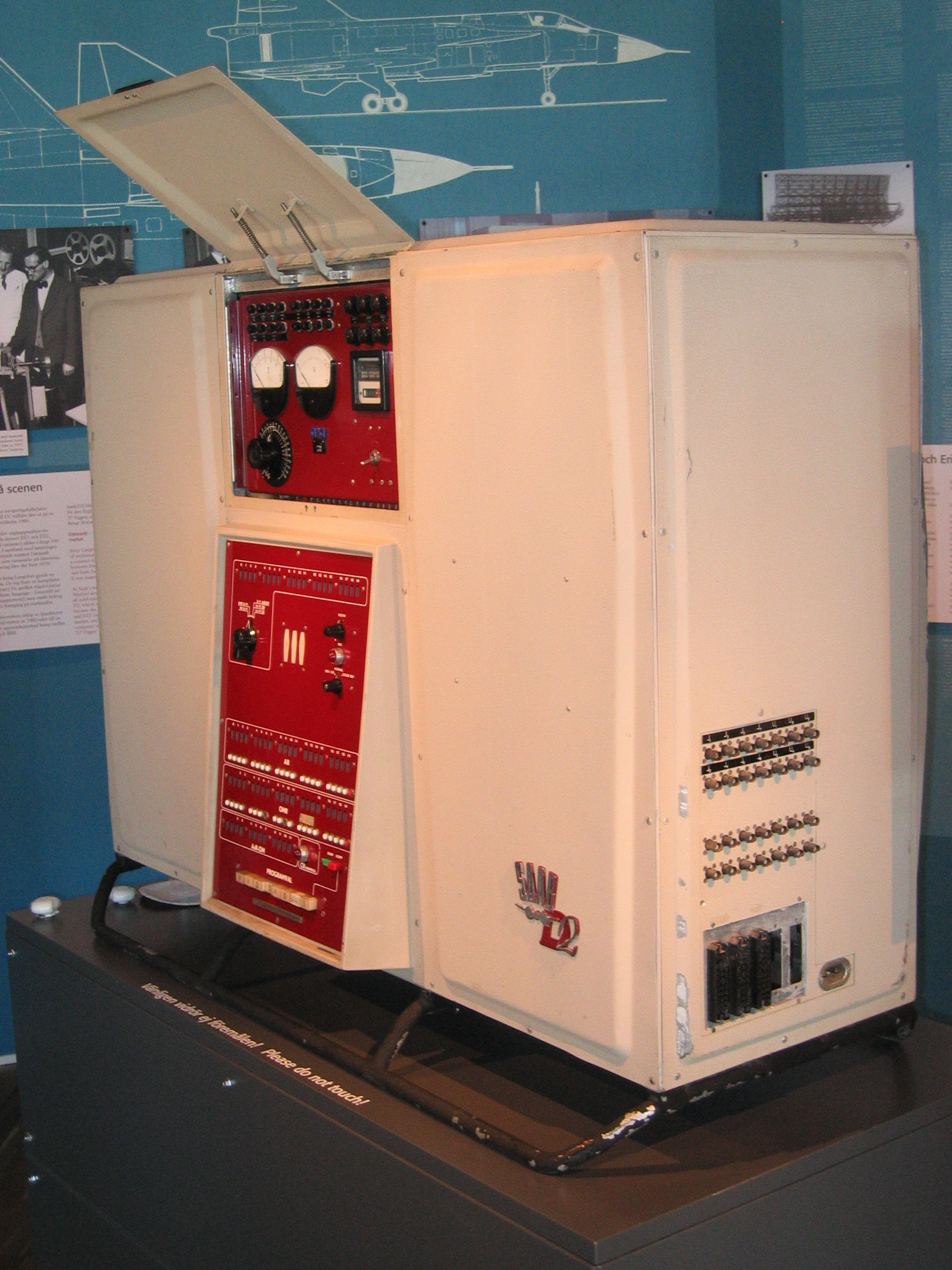
Datasaab D2
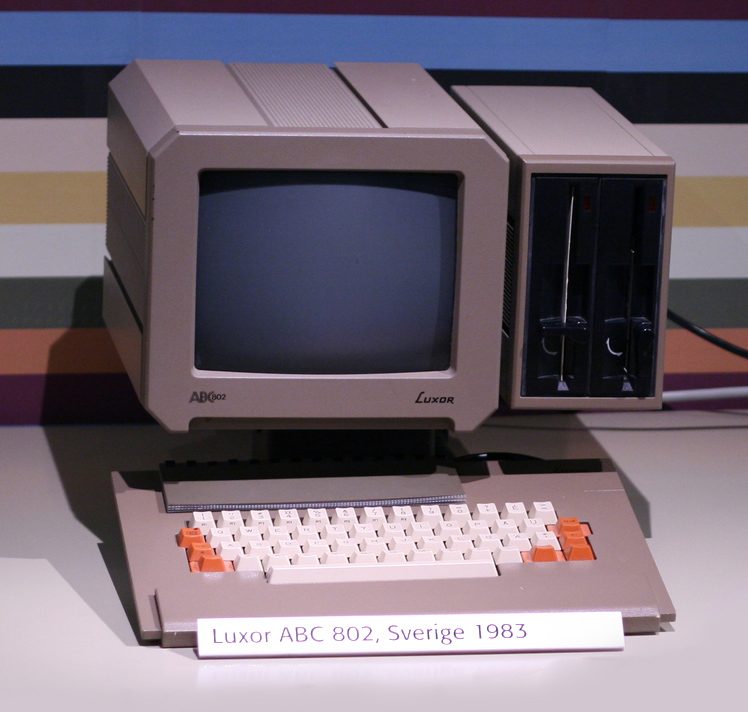
Luxor ABC 802

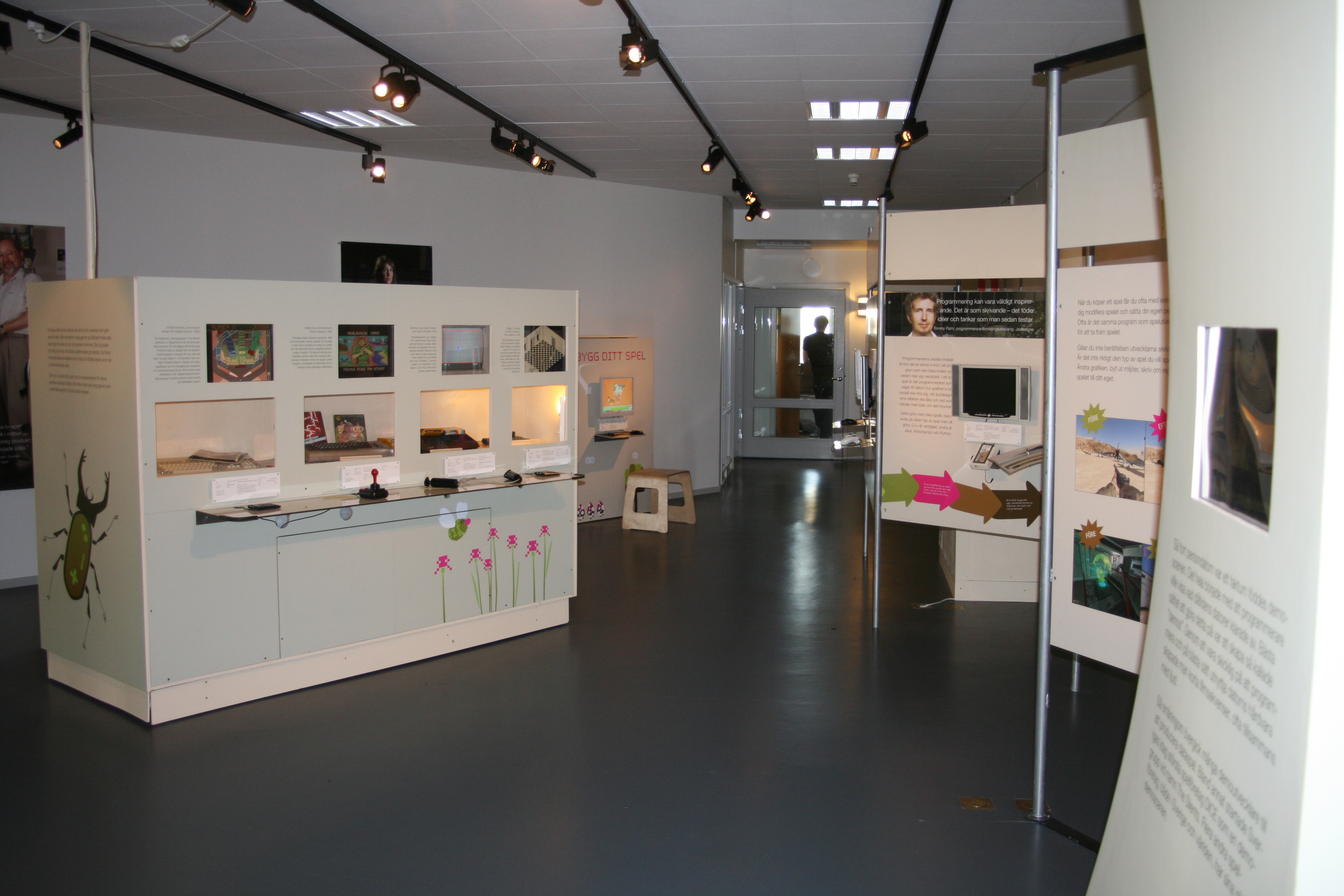
Utställningen "Spela roll" i de nya, mindre lokalerna 2009.
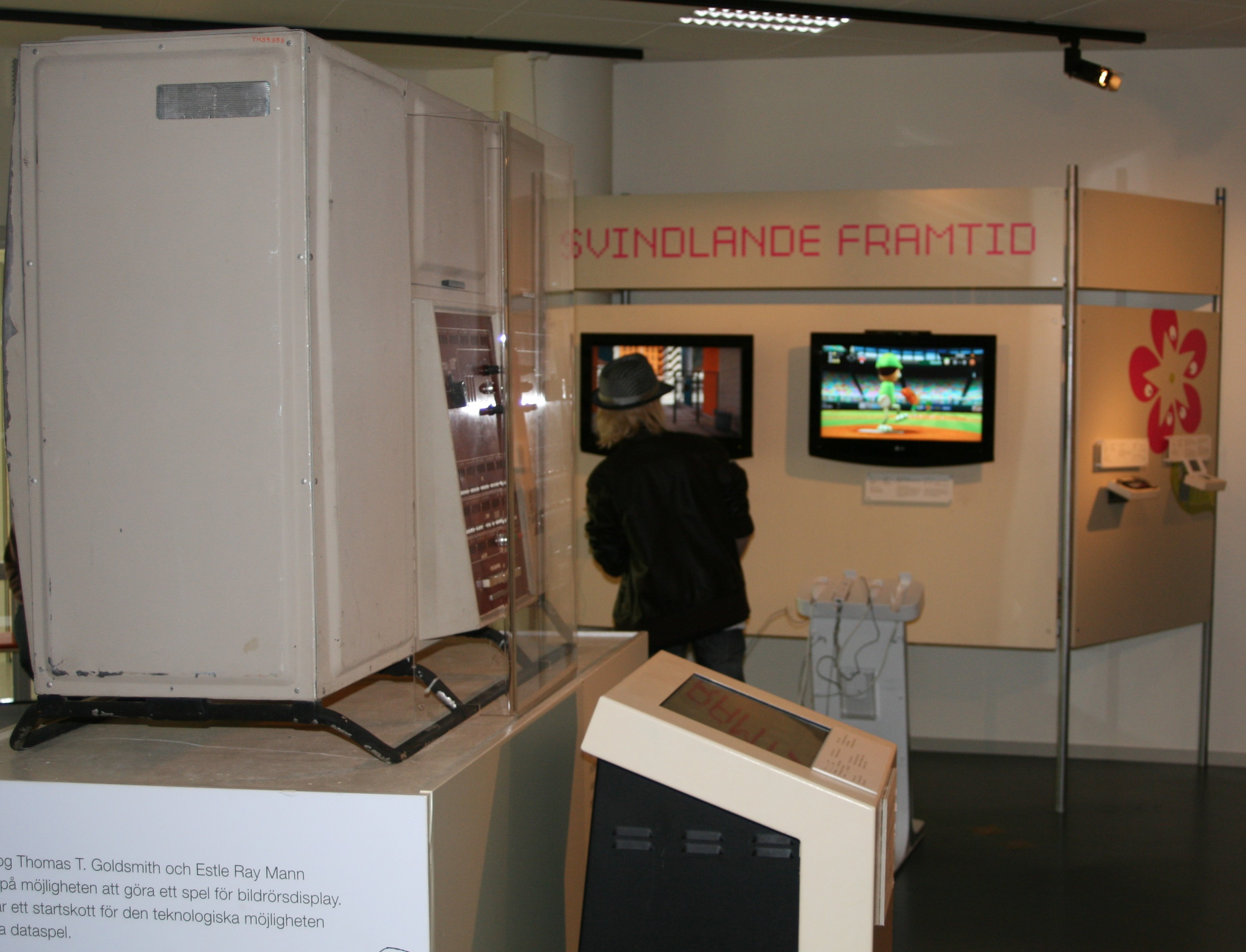
Till vänster syns Datasaab D2